# Albert Buydens
Albert Louis Joseph Buydens (* 15. Mai 1905 in Brüssel; † im 20. oder 21. Jahrhundert) war ein belgischer Schwimmer.

## Karriere
Buydens nahm 1924 an den Olympischen Spielen in Paris teil. Hier scheiterte er im Wettbewerb über 4 × 200 m Freistil mit der belgischen Staffel im Vorlauf an der Halbfinalqualifikation.